# Ghost of Tsushima
Ghost of Tsushima (укр. Привид Цушіми) — пригодницька відеогра, розроблена Sucker Punch Productions і випущена Sony Interactive Entertainment для PlayStation 4. Спочатку вона була випущена у липні 2020 року, а розширена версія з підзаголовком «Director's Cut» та доповненням «Iki Island» була випущена в серпні 2021 року для PlayStation 4 та PlayStation 5. У травні 2024 року вийшов Windows-порт Director's Cut, розроблений Nixxes Software. Багатокористувацький режим під назвою «Ghost of Tsushima: Legends» був випущений у жовтні 2020 року і став доступний окремо у вересні 2021 року.
Події обертаються навколо Джіна Сакаї, одного з останніх самураїв на острові Цусіма під час першого монгольського вторгнення в Японію в 1274 році. Ghost of Tsushima отримала похвалу за візуальні ефекти і бойову систему, але критику за дизайн відкритого світу.
Наразі розробляється екранізація, а сиквел, Ghost of Yōtei, має вийти у 2025 році.

## Ігровий процес
Головним героєм гри є самурай Джін, якому належить боротися з монголами, зачищаючи від них табори і шукаючи союзників. Місцевість поділена на три регіони, між локаціями котрих можна вільно пересуватися пішки чи на коні. До вже відвіданих безпечних місць можна повернутися миттєво — шлях до них пропускається.
Головною метою є розбити сили монголів і вбити їхнього хана, до чого веде серія сюжетних завдань. Крім них є другорядні, що дозволяють знайти кращу броню чи зброю, та отримати винагороду за виконання чиїхось прохань. На місцевості можна знайти гарячі джерела, що збільшують запас здоров'я, тренувальні майданчики та святилища, де отримуються місця для амулетів, що надають бонуси до характеристик. У деяких мальовничих місцевостях пропонується скласти хайку, комбінуючи пропоновані фрази.
Протагоніст може розвивати свої удари та бойові стійки, вдосконалювати зброю та обладунки. Кожен з них має своє застосування проти різних ворогів. Зі зброї наявні катана, луки з кількома видами стріл, метальні ножі та бомби. Для вдосконалення зброї й обладунків слугують ресурси: золото, залізо, шкіра, лляна тканина, шовк, сталь, провіант і лак. Вони отримуються з трупів убитих ворогів, знаходяться чи обмінюються одні на інші. Оформлення зброї, обладунків і одягу змінюється, при відвідуванні спеціальних майстрів. Наприклад, у таборах можна знайти фарбувальників. Бойові прийоми витрачають запас рішучості, що поповнюється при успішному парируванні ворожих атак, убивствах або приголомшеннях противників.
Джін повинен часто вдаватися до тактик, які порушують самурайський кодекс: атакувати зі спини, користуватися отруєними дротиками, підривати порохові бочки й димові бомби. Багато завдань належить проходити приховано, не привертаючи зайвої уваги. Для цього належить ховатися в тінях, приховувати себе в тумані чи диму, відволікати ворогів дзвіночками. Що довше герой лишається прихованим, тим зростає його репутація «привида», що відкриває нові здібності.
Джін здатен грати на флейті магічні мелодії, котрі змінюють погоду (на сонячну, дощову, грозову чи туманну), роблячи ту чи іншу тактику ефективнішою. Одягнувши амулети, герой отримує бонуси до атаки якимось видом зброї, збільшує шанс знайти корисні предмети, уникнути випадкової атаки тощо. Крім того, він може обрати одне з чотирьох «міфічних мистецтв». Наприклад, «Небесний удар» дозволяє виконувати спеціальну атаку, котру неможливо заблокувати.
У грі є фоторежим, який дозволяє вибрати ракурс і спецефекти для будь-якої сцени, щоб потім зберегти її на знімку екрана. Існує опція відображення в чорно-білій гамі, стилізуючи зображення під старі японські фільми Акіри Куросави. Ghost of Tsushima має два озвучення: регіональною мовою та японською, між якими можна перемикатися.

## Сюжет
Події відбуваються на острові Цусіма в 1274 році. Джін Сакаї — самурай і лідер клану Сакаї. Він служить охоронцем у свого дядька, цусімського дзіто Шімури. В той час Китай завойовано Монгольською імперією. Котун-хан планує завоювати Японію, почавши з Цусіми, для чого готує флот з військом. Джін з Шімурою та іншими 80-ма самураями готується захистити острів від монголів. Проте авангард, посланий попереду основного флоту, розбиває армію самураїв, коли ті відкидають пропозицію здатися. Майже всі вони гинуть, Шімура опиняється в полоні, а Джін лишається на полі бою важко поранений. Його знаходить злодійка Юна та піклується про Джіна, поки той не видужає. Коли Джін виліковується, він довідується, що монголи вже окупували майже всю Цусіму. З Юною він тікає з захопленого ворогами селища та розшукує зброю. Підготувавшись, Джін рветься визволити Шімуру з замку Канеда, але зазнає поразки від Котун-хана, котрий скидає самурая з мосту.
Він картає себе за те, що не врятував Шімуру, що замінив йому загиблого батька. Та вітер, в якому Джін вбачає дух батька, приводить його до Юни. Побачивши, що монголи б'ються зовсім не так, як самураї, Джін вирішує вивчити їхні тактики та розшукати інших уцілілих самураїв. Він набирає в союзники Юну, її брата Таку, лучника Ішікаву, онна-бугейся Масаку, а також свого друга дитинства Рюзо. Група здійснює низку нападів на монголів, уникаючи полону, і Юна з Такою створюють легенду про «Привида Цусіми», посталого з мертвих духа помсти. Така майструє гак, з допомогою котрого Джін може видертися на стіни замку. Проте за голову Джіна назначену винагороду, і Рюзо зраджує друга заради грошей. Джін вирішує відкласти помсту, пробирається в замок і звільняє Шімуру.
Джін розшукує більше союзників, з-поміж яких буддистських монахів на чолі з Норіо, і воїнів клану Ярікава. Шімура наймає пірата Ґоро, щоб передати таємне послання сьоґуну з проханням про підкріплення. Джін знаходить обладунки своїх предків і, одягнувши їх, викликає Рюзо на поєдинок. Але це виявляється пасткою і Котун-хан захоплює Джіна і закликає його здатися. Коли той відмовляється, хан убиває Таку. Коли прибуває підкріплення від сьоґуна, Джін тікає з полону. Шімура веде армію на свій замок, зайнятий монголами. Та Котун-хан задіює нову тактику, що призводить до великих втрат серед самураїв. Аби не допустити марних жертв, Джін не слухається Шімури та вирішує натомість отруїти монголів.
Джін пробирається до замку та отруює монголам їжу. Він стикається з Рюзо та вбиває його в поєдинку. Ослаблені монголи стають легкою ціллю для самураїв при наступній атаці. Котун-хан тікає на північ острова, проте Шімура розлючений тим, що Джін вдався до підступного отруєння замість відкритого бою. Втім, він не хоче втратити Джіна та просить його покласти вину на Юну. Джіна заарештовують, але він вирішує втекти, коли дізнається місцерозташування Котун-хана. Вирушивши навздогін, Джін виявляє, що хан повторив рецепт отрути й використовує її для вбивства мешканців острова. Джін збирає союзників і веде їх у порт Ізумі, де засів хан.
Врешті Джіну вдається знайти Котун-хана та вбити його у двобої. Монголи без лідера втрачають координацію. Однак сьоґун заявляє, що Джін — це загроза традиціям Цусіми та вимагає аби «привида» стратили. Джін виходить на поєдинок з Шімурою та стає переможцем. На вибір, він може лишити його живим, кажучи, що дітям не личить убивати батьків, чи дати померти смертю воїна, аби Шімуру пам'ятали як героя. В усякому разі, Джін тепер мусить і надалі жити «привидом», переховуючись від правосуддя та ведучи боротьбу з уцілілими монголами.

## Історична основа

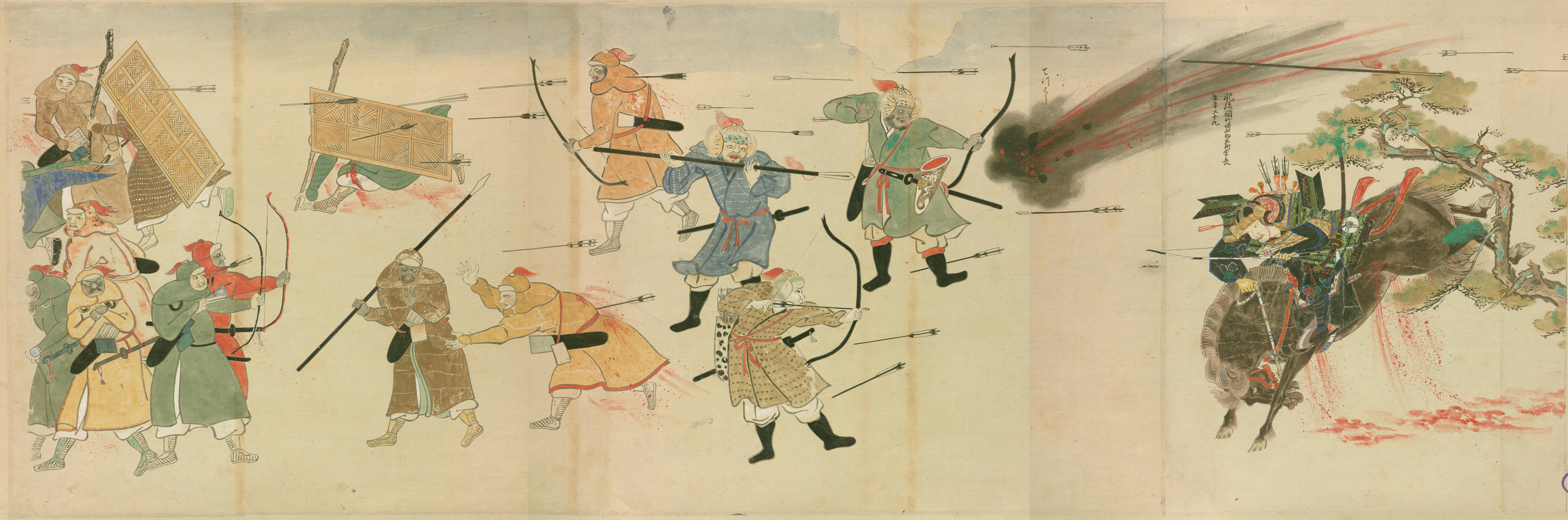
Битва самураїв з монголами. Малюнок близько 1293 р.

Монголи вторгалися на Цусіму двічі, в 1274 та 1281 році. Сьоґуном у той час був Ходзьо Токімуне, він відхилив усі пропозиції Хубілай-хана прийняти монгольську владу. Тож у 1274 році хан послав з Кореї на захоплення Японії флот з військом, очолюваний китайським генералом Лю Фусяном (якого у грі замінено на Котун-хана).
Японські історичні хроніки стверджують, що армія монголів переважала японську в 10 разів. Реальна кількість війська захисників Цусіми оцінюється в 4-6 тис. Монгольська ж армія налічувала 15 тис. монголів, ханьців і чжурчженів, а також 6-8 тис. корейських піхотинців і ще 7 тис. мореплавців.
Перше вторгнення розпочалося 2 листопада, монгольський флот відбув з Кореї та за два дні досягнув Цусіми. Правитель острова, Со Сукекуні, очоливши загін з 80-и самураїв, організував запеклий опір загарбникам при висадці, але був убитий разом зі своїм військом. Далі загарбники просувалися вздовж узбережжя, швидко перемагаючи самураїв завдяки використанню луків і порохових гранат, які запускали катапультами (що зображено на початку гри). Крім того, монголи володіли кавалерією, озброєною луками з отруйними стрілами, що координувалася сигналами гонгів і барабанів (тоді як у грі більшість монголів піхотинці). В той же час самураї мали залізні й шкіряні обладунки, а їхні довгі мечі були ефективніші за монгольські короткі, тому в ближньому бою монголи перемагали здебільшого завдяки більшій кількості воїнів.
Впродовж трьох тижнів монголи атакували узбережжя, не заходячи вглиб острова (тривалість гри натомість залежить від рішень гравців). Проте далі в монголів почалися проблеми з постачанням провіанту, а Лю Фусяна самураям вдалося застрелити стрілою. Це змусило загарбників відступити 20 листопада. Під час плавання флот потрапив у нищівний шторм, де більшість війська загинула. Монголи, крім Цусіми, також висаджувалися на острові Ікі 13 листопада, де здобули легку перемогу завдяки чисельній перевазі.
До другого вторгнення на Цусіму, що почалося 9 червня 1281 року з Китаю, японці добре підготувалися, звівши укріплення та зібравши кораблі для атаки на ворогів ще в морі. Втім, головною ціллю цього разу був острів Кюсю. Попри чисельну перевагу (40 тис. воїнів, за деякими джерелами 100 тис.) монголи не мали змоги висадити всю армію, бо невеликі й маневрені японські кораблі атакували їхній флот. 14 серпня стався ще один нищівний шторм, в якому загинуло від третини до половини війська. Вцілілі кораблі повернулися до Китаю.

## Оцінки й відгуки
| Агрегатор  | Оцінка |
| ---------- | ------ |
| Metacritic | 83/100 |

| Видання        | Оцінка |
| -------------- | ------ |
| Destructoid    | 9.5/10 |
| Game Informer  | 9.5/10 |
| GameRevolution | [ 11 ] |
| GameSpot       | 7/10   |
| GamesRadar+    | [ 13 ] |
| IGN            | 9/10   |
| Push Square    | 9/10   |
| The Guardian   | [ 16 ] |
| USgamer        | 4/5    |
| VG247          | [ 18 ] |

Ghost of Tsushima зібрала високі оцінки, отримавши на агрегаторі Metacritic середню оцінку 83/100 від критиків і 9.3/10 від пересічних гравців. Гра розглядалася багатьма покупцями як конкурентка The Last of Us. Part II, оцінки якій після виходу багато противників зумисне занижували на знак обурення сюжетом. Тому значна кількість власників The Last of Us. Part II стали занижувати оцінки Ghost of Tsushima. Вже за перші три дні було продано 2,4 млн примірників гри. Продажі Ghost of Tsushima в Японії перевершили очікування так, що диски з нею стали дефіцитними.
IGN відгукнулися про гру: «Ghost of Tsushima — це величезна і насичена самурайська пригода, яка залишає під враженням як візуальними видовищами, так і чудовим боєм». Особливо відзначалися мінімалістичний інтерфейс, розвиток персонажа та мальовничі пейзажі. Котун-хана було охарактеризовано як одного з найяскравіших лиходіїв у відеоіграх взагалі. З негативних аспектів виділялася поведінка ворогів, які перестають шукати героя, варто лише сховатися поблизу чи вилізти на дах. Крім того, механіки приховування визначалися як не вельми оригінальні.
У рецензії GamesRadar відзначалося: «справжній герой Ghost of Tsushima це не Джин Сакаї, а острів, який відкривається навколо». На острові розміщено численні живі ландшафти та місця, і в той же час табори виглядають як театральні сцени, де все відбувається за сценарієм. «Це гідна лебедина пісня для PS4, і данина японській культурі, яку вона так виразно шанує».
Тошіхіро Нагоші, режисер гри Yakuza: Like a Dragon, відгукнувся: «Це той тип роботи, виконаної іноземцями, через яку здається, що вони більше японці, ніж ми самі. Дивовижно. Ми часто вважаємо, ніби люди на Заході ніколи не зрозуміють певні японські моменти, але ця гра показує хибність такого способу мислення».
На третьому етапі глядацького голосування The Game Awards 2020, що відбувалося 6 грудня, хакери зламали систему підрахунку голосів, віддавши 100 % Ghost of Tsushima. Згодом організатори виправили це втручання, проте Ghost of Tsushima все одно, вже чесно, виборола перше місце.
У березні 2021 року влада Цусіми вирішила присудити режисеру гри Нейтану Фоксу та її креативному директору Джейсону Конеллу довічні посади послів з туризму за видатний внесок у популяризацію острова. Мер Цусіми Хірокі Хітакацу відгукнувся: «Багато самих японців не знають історії періоду Ґенко. Коли мова заходить про світ, то назва й місцезнаходження Цусіми буквально невідомі, тому я не можу висловити наскільки вдячний за те, що вони розповіли нашу історію з такою феноменальною графікою та проникливими історіями».

## Екранізація
25 березня 2021 року Sony Pictures та PlayStation Productions оголосили про розробку екранізації гри, режисером якої стане Чад Стагельскі. Продюсерами фільму будуть Стагельскі, Алекс Янг і Джейсон Шпіц з 87Eleven Entertainment, а також Асад Кізілбаш і Картер Свон для PlayStation Productions; Sucker Punch виконуватиме функції виконавчого продюсера, а Пітер Кан наглядатиме за виробництвом від імені студії. 12 квітня 2022 року до написання сценарію був долучений Такаші Дошер.